# SSML Città di Lamezia Terme
La SSML città di Lamezia Terme è una Scuola Superiore di grado universitario per la formazione di Mediatori Linguistici, Interpreti e Traduttori con sede a Lamezia Terme. È autorizzata con Decreto Ministeriale prot. n. 640 del 12/04/2022 del Ministero dell’Università e della Ricerca e pubblicato in Gazzetta Ufficiale Serie Generale n.104 del 05-05-2022, ad istituire e ad attivare corsi di studi superiori per mediatori linguistici di primo ciclo di durata triennale e a rilasciare i relativi titoli.
Le Scuole Superiori per Mediatori Linguistici (SSML) sono istituti universitari riconosciuti dal Ministero dell’Istruzione, dell’Università e della Ricerca (MIUR), oggi Ministero dell’Università e della Ricerca (MUR), dedicati alla formazione di mediatori linguistici, con un orientamento spiccatamente professionale e internazionale. Esse costituiscono un’alternativa ai tradizionali corsi di laurea in lingue, focalizzandosi su una preparazione tecnica nell’ambito della traduzione, dell’interpretariato e della mediazione interculturale.

## Storia

### Origini e contesto normativo
La nascita delle SSML è legata al riordino del sistema universitario italiano in seguito all’attuazione del Processo di Bologna, che ha riformato il sistema europeo di istruzione superiore, promuovendo una maggiore omogeneità tra i vari ordinamenti accademici. In Italia, tale riforma si è concretizzata con il D.M. 509/1999, che ha introdotto il sistema dei crediti formativi universitari (CFU) e ha riorganizzato i corsi di studio in cicli (laurea triennale, laurea magistrale, dottorato).
All’interno di questo contesto, le Scuole Superiore per Interpreti e Traduttori, già attive come enti di formazione post-secondaria sin dagli anni '60 e '70 (ma non sempre equiparate a enti universitari), hanno cominciato a trasformarsi in SSML grazie a una serie di disposizioni normative emanate nei primi anni 2000.
Il primo riferimento normativo specifico è il Decreto Ministeriale n. 38 del 10 gennaio 2002, pubblicato sulla Gazzetta Ufficiale n. 29 del 4 febbraio 2002, che ha stabilito i criteri per l’attivazione dei corsi di Laurea triennale in Mediazione Linguistica (Classe L-12) presso istituzioni diverse dalle università, purché riconosciute dal MIUR. Con tale decreto, le SSML sono state formalmente autorizzate a rilasciare titoli accademici legalmente riconosciuti.
Con l’entrata in vigore del D.M. 270/2004, che ha modificato e aggiornato il precedente assetto (D.M. 509/1999), le SSML sono state confermate come istituzioni universitarie autorizzate a organizzare corsi di laurea nella classe L-12 – Mediazione Linguistica.
Nel tempo, numerosi decreti ministeriali hanno riconosciuto singole SSML su richiesta delle stesse, a seguito di specifiche valutazioni dell’ANVUR (Agenzia Nazionale di Valutazione del Sistema Universitario e della Ricerca) e previa autorizzazione del MIUR e poi del MUR. Tali autorizzazioni sono normalmente pubblicate nella Gazzetta Ufficiale.

### Evoluzione recente
Dopo la riforma Gelmini del 2010, e con la creazione del MUR come ministero autonomo rispetto al MI (Istruzione scolastica), le competenze relative alle SSML sono state mantenute in ambito universitario. Le SSML, sebbene non appartenenti agli atenei statali, sono assoggettate ai medesimi standard di accreditamento e valutazione qualitativa, garantendo il rispetto di criteri scientifici e didattici paragonabili.
Alcune SSML hanno anche stretto partnership con università italiane e straniere, ampliando l’offerta formativa con corsi di laurea magistrale, master di I e II livello e corsi di perfezionamento.

## Obiettivi formativi[4]
Secondo la normativa ministeriale, le SSML perseguono i seguenti obiettivi:
- Formazione professionale del mediatore linguistico: preparare professionisti in grado di operare in contesti multilingue e multiculturali, con padronanza di almeno due lingue straniere oltre l’italiano;
- Competenze pratiche e teoriche: offrire una preparazione linguistica, culturale, giuridico-economica e tecnico-scientifica che consenta l’esercizio della mediazione nei settori dell’impresa, del turismo, della diplomazia, dell’editoria e dei media;
- Didattica attiva e laboratoriali: privilegiare modalità didattiche interattive, con numerose ore di laboratorio linguistico, interpretazione, traduzione simultanea e consecutiva;
- Internazionalizzazione: incentivare tirocini, esperienze Erasmus+, accordi di scambio con atenei e imprese estere, per favorire la mobilità internazionale degli studenti.

## Riconoscimento legale e titoli rilasciati[5]
I corsi di laurea triennale delle SSML, appartenenti alla classe L-12 (Mediazione Linguistica), sono legalmente riconosciuti e hanno valore equipollente a quelli delle università statali. Il titolo rilasciato è una Laurea in Mediazione Linguistica, con la possibilità per i laureati di proseguire gli studi in corsi di laurea magistrale (classe LM-94 o altri ambiti affini) e accedere a concorsi pubblici.

## Progetti di Ricerca Scientifica

### Orientamento: Competenze CaratterialiLifeComp[6]

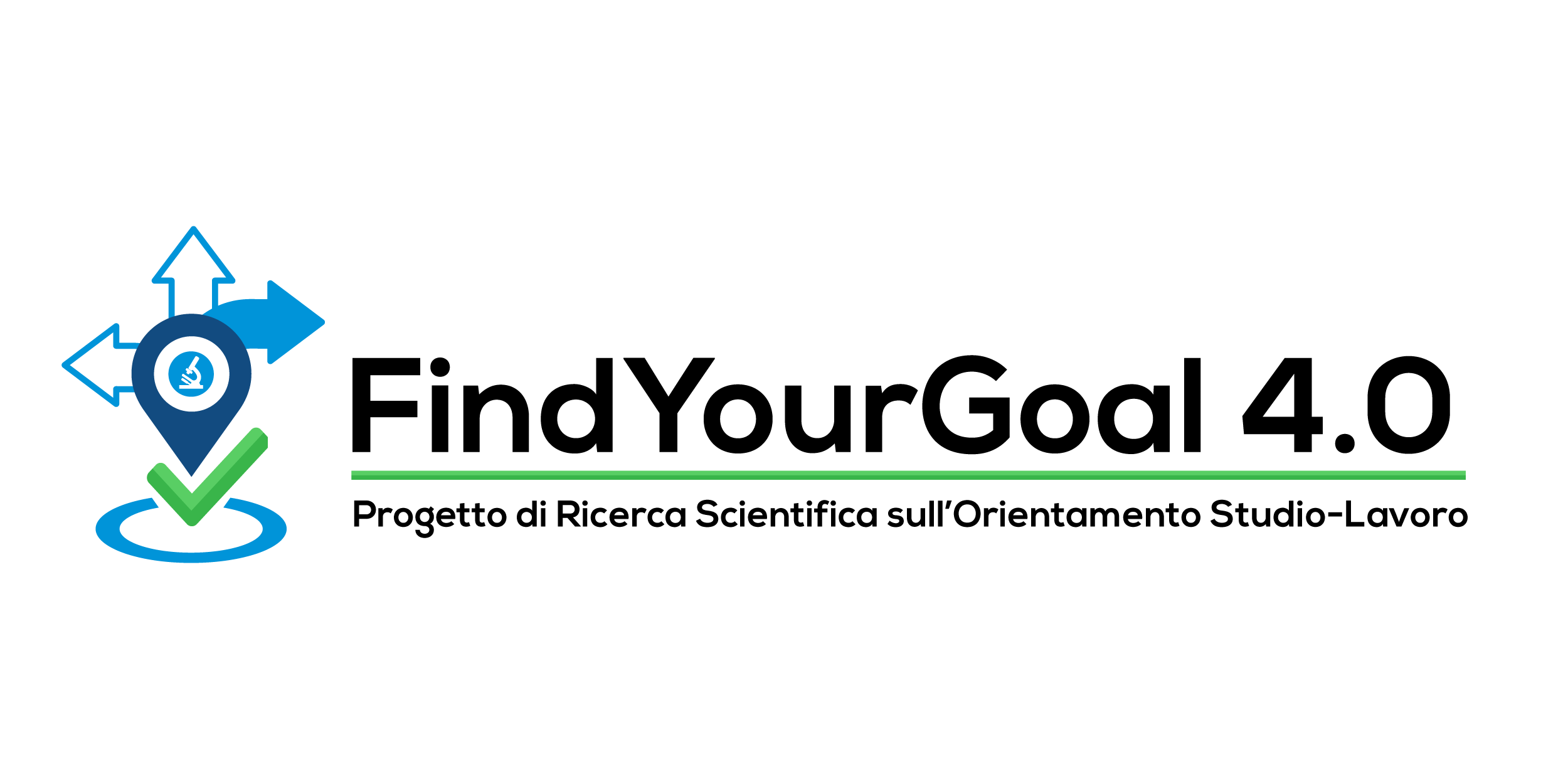
Il Logo del Progetto di Ricerca FindYourGoal.it

Il progetto di ricerca scientifica sulle competenze caratteriali, promosso dalla Scuola Superiore per Mediatori Linguistici (SSML) di Lamezia Terme, si propone di indagare in modo sistematico e multidisciplinare l’impatto delle cosiddette “soft skills” di natura caratteriale — come la resilienza, la perseveranza, l'autodisciplina, l'empatia e la capacità di collaborare — sui percorsi di apprendimento e di crescita personale e professionale. 
Questa iniziativa si inserisce in un filone emergente della ricerca educativa e psicopedagogica, che riconosce la centralità delle competenze non cognitive nel determinare il successo formativo e lavorativo degli individui. Il progetto, condotto in collaborazione con esperti di psicologia, pedagogia e scienze della formazione, mira a definire modelli teorici e operativi per identificare, sviluppare e valorizzare queste competenze nei contesti scolastici, universitari e professionali. 
Particolare attenzione è dedicata all’analisi dell’interazione tra fattori individuali e ambientali, al fine di comprendere come la cultura organizzativa, le metodologie didattiche e il contesto socio-relazionale possano influenzare l’emergere e il consolidarsi delle competenze caratteriali. I risultati attesi comprendono lo sviluppo di strumenti di valutazione innovativi, programmi di formazione mirati e linee guida per educatori, con l'obiettivo di promuovere un approccio più integrato e umano alla formazione, in grado di affiancare alle conoscenze tecniche una solida base di maturità personale e responsabilità etica.
Il Progetto è stato nominato FindYourGoal.it ed è portato avanti dall'Ente di Ricerca Scientifica ed Alta Formazione in sigla ERSAF, dall'Ente Nazionale Bilaterale Ambiente e Sicurezza in sigla ENBAS e dalla Fondazione per la Sussidiarietà. 

### Comunicazione: Il Quotidiano EduNews24.it[11]

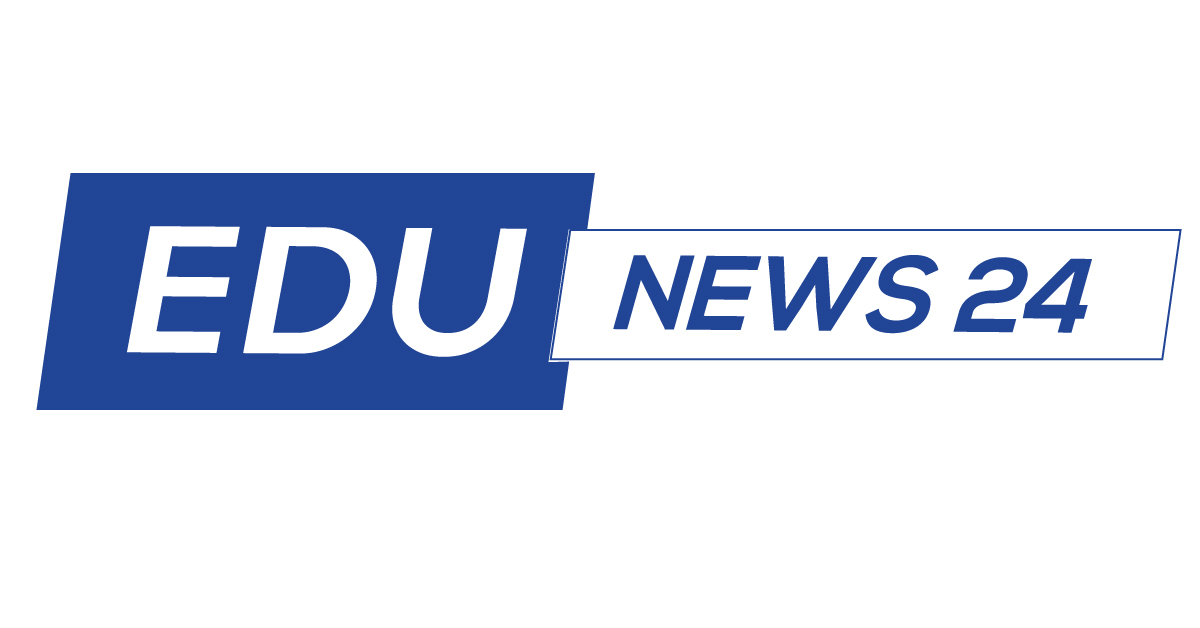
Il Logo del Quotidiano EduNews24.it

Progetto di ricerca scientifica sviluppato presso la Scuola Superiore per Mediatori Linguistici di Lamezia Terme si concentra sull’impiego dell’intelligenza artificiale nel settore dell’informazione digitale, con particolare riferimento alla diffusione delle notizie online. L’iniziativa si articola all’interno del laboratorio redazionale di Edunews24.it, quotidiano online legalmente registrato, con deposito presso il Tribunale di Lamezia Terme (CZ) – Prot. n. 189/2025 del 3 marzo 2025, e iscrizione al ROC (Registro degli Operatori di Comunicazione) con Pratica n. 1436921. Direttore responsabile è il dott. Antonello Torchia. Il quotidiano tratta notizie di carattere culturale, educativo e scientifico, con particolare attenzione alla formazione, all’università, alla ricerca, alla tecnologia e all’innovazione. Include inoltre una sezione dedicata alle offerte di lavoro, rappresentando così un punto di riferimento informativo per studenti, ricercatori e professionisti del settore.
All’interno di questo contesto, il progetto mira a esplorare e sperimentare l’integrazione di tecnologie di intelligenza artificiale, come l’elaborazione del linguaggio naturale (NLP) e il machine learning, nella produzione, selezione e distribuzione dei contenuti giornalistici online. L’obiettivo è affrontare sfide cruciali della comunicazione contemporanea, come la verifica delle fonti, la personalizzazione delle notizie, la rapidità di aggiornamento e il contrasto alla disinformazione. Grazie all’analisi automatizzata di grandi volumi di dati e all’impiego di algoritmi predittivi, il team di ricerca intende sviluppare strumenti digitali a supporto dell’attività redazionale, migliorando la qualità, la trasparenza e l’affidabilità dell’informazione. Il progetto è portato avanti con un approccio multidisciplinare, che coinvolge linguisti, comunicatori, informatici ed esperti di etica dell’IA, con l’obiettivo di promuovere uno sviluppo tecnologico rispettoso dei principi deontologici e dei diritti fondamentali. Questo modello di ricerca applicata rappresenta un caso esemplare di utilizzo consapevole dell’intelligenza artificiale al servizio dell’informazione e dell’alfabetizzazione mediatica nella società digitale.